# Real - Fake
Real - Fake (リアル⇔フェイク Riaru⇔Feiku?), estilizada como REAL⇔FAKE, es una serie de drama japonesa, transmitida por MBS/TBS desde el 2 de septiembre hasta el 23 de septiembre de 2019. Fue protagonizada por Shōta Aoi, Toshiyuki Someya, Keisuke Ueda y Yoshihiko Aramaki, entre otros. Una segunda temporada titulada Real: Fake 2nd Stage, fue estrenada el 15 de junio de 2021. Una tercera y última temporada, Real Fake: Final Stage, fue estrenada el 11 de enero de 2023.

## Argumento
Akane (Shōta Aoi) es un popular y bello idol con la voz de un ángel que desaparece sin dejar rastro alguno poco antes de unirse a la unidad musical Stellar Crowns. La responsabilidad de encontrarle recae en Hidetoshi Moriya (Toshiyuki Someya), quien es enviado a investigar a los demás miembros de Stellar Crowns luego de que una misteriosa carta es enviada al jefe de la agencia de Akane, informando que este sigue vivo y que el criminal se encuentra entre los integrantes del grupo. Las relaciones entre los miembros se hacen cada vez más tensas y comienzan a desmoronarse. 

## Reparto
- Shōta Aoi como Akane Kaburagi
- Toshiyuki Someya como Hidetoshi Moriya
- Keisuke Ueda como Yūsuke Ikuta
- Yoshihiko Aramaki como Nagisa Makino
- Ren Ozawa como Rin Sawase
- Ryūji Satō como Kakeru Suzuki
- Ryūnosuke Matsumura como Reijirō Umehara
- Masanari Wada como Masayuki Sena
- Naoya Gōmoto como Satomi[4]
- Ryō Hirano como Sōma Kaburagi[4]